# سباق تورينجيا للسيدات 2022
سباق تورينجيا للسيدات 2022 هو سباق دراجات هوائية، وهو الموسم الرابع والثلاثين من سباق تورينجيا للسيدات ‏، وأقيم خلال الفترة من 24 مايو 2022، وحتى 29 مايو 2022، وشارك فيه 101 متسابقاً ووصل إلى نهايته 85 متسابقاً.
فاز بالمركز الأول Alexandra Manly ‏، وبالمركز الثاني Marta Lach ‏، وبالمركز الثالث Femke Gerritse ‏، وفاز Alexandra Manly ‏ في ترتيب النقاط، وكان الفائز حسب النقاط للشباب Femke Gerritse ‏، وكان الفائز في تصنيف الجبال Justine Ghekiere ‏.

## الفرق
| فريق سيدات عالمي- Liv AlUla Jayco ‏ فرق دراجات قارية سيدات (11)- اركيا للسيدات 2022 ‏ - بيبينك 2022 ‏ - Ceratizit Pro Cycling ‏ - كوب هايتك بوردكتس 2022 ‏ - Canyon-SRAM generation ‏ - لي كول واهو 2022 ‏ - لوتو سودال للسيدات 2022 ‏ - بلانتور بورا 2022 ‏ - باركهوتل فالكنبورغ 2022 ‏ - روكس سولت ليف سرام 2022 ‏ - توب قيرلز فسى برتولو 2022 ‏ فرق وطنية (3)- فريق ألمانيا لركوب الدراجات للسيدات 2022‏ - فريق بلجيكا لركوب الدراجات للسيدات 2022 ‏ - فريق هولندا لركوب الدراجات للسيدات 2022 ‏ فرق دراجات هواة سيدات (2)- Maxx-Solar ‏ - Team Stuttgart (Women)‏ |  |
| |  |

## المراحل
| قائمة المراحل | قائمة المراحل | قائمة المراحل             | قائمة المراحل | قائمة المراحل | قائمة المراحل     | قائمة المراحل    |
| المرحلة       | التاريخ       | الدورة                    |               | المسافة (كم)  | الفائز بالمرحلة   | القائد العام     |
| ------------- | ------------- | ------------------------- | ------------- | ------------- | ----------------- | ---------------- |
| مرحلة 1       | 24 مايو       | هوف – هوف                 | مرحلة مستوية  | 101٫8         | Alexandra Manly ‏  | Alexandra Manly ‏ |
| مرحلة 2       | 25 مايو       | غيرا – غيرا               | مرحلة جبلية   | 100           | جورجيا بيكر       | Alexandra Manly ‏ |
| مرحلة 3       | 26 مايو       | Dörtendorf ‏ – Dörtendorf ‏ | مرحلة جبلية   | 129           | Alexandra Manly ‏  | Alexandra Manly ‏ |
| مرحلة 4       | 27 مايو       | شلايتس – شلايتس           | مرحلة جبلية   | 128           | Alexandra Manly ‏  | Alexandra Manly ‏ |
| مرحلة 5       | 28 مايو       | غوتا – غوتا               | مرحلة جبلية   | 133           | Yuliia Biriukova ‏ | Alexandra Manly ‏ |
| مرحلة 6       | 29 مايو       | آلتنبورغ – آلتنبورغ       | مرحلة مستوية  | 104           | Alexandra Manly ‏  | Alexandra Manly ‏ |

## النتيجة

### مرحلة 1
هي مرحلة بسيطة، أقيمت في 24 مايو 2022، وامتدّت لمسافة 101.8 كيلومتر. فاز بالمرحلة Alexandra Manly ‏، وكان متصدر الترتيب العام في نهاية المرحلة Alexandra Manly ‏، وكان المتصدر حسب ترتيب النقاط Alexandra Manly ‏، وكان المتصدر في ترتيب التسلق Debora Silvestri ‏، وتصدر ترتيب النقاط للشباب Silvia Zanardi ‏، وكان متصدر ترتيب الفرق باركهوتل فالكنبورغ ‏.
| التصنيف العام | التصنيف العام           | التصنيف العام   | التصنيف العام            | التصنيف العام |  |
| العداء        | العداء                  | البلد           | الفريق                   | الوقت         |  |
| ------------- | ----------------------- | --------------- | ------------------------ | ------------- |  |
| 1             | Alexandra Manly ‏        | أستراليا        | Liv AlUla Jayco ‏         | 2 س 32 د 14 ث |  |
| 2             | فيمكا ماركوس            | هولندا          | باركهوتل فالكنبورغ ‏      | + 7 ث         |  |
| 3             | Silvia Zanardi ‏         | إيطاليا         | بيبينك ‏                  | + 9 ث         |  |
| 4             | Ruby Roseman-Gannon ‏    | أستراليا        | Liv AlUla Jayco ‏         | + 9 ث         |  |
| 5             | إليزابيث هولدن          | المملكة المتحدة | دروبز ‏                   | + 11 ث        |  |
| 6             | ماريا جوليا كونفالونيري | إيطاليا         | Ceratizit Pro Cycling ‏   | + 11 ث        |  |
| 7             | Mischa Bredewold ‏       | هولندا          | باركهوتل فالكنبورغ ‏      | + 13 ث        |  |
| 8             | Ingvild Gåskjenn ‏       | النرويج         | تيم كوب هايتك بوردكتس ‏   | + 13 ث        |  |
| 9             | Marta Lach ‏             | بولندا          | Ceratizit Pro Cycling ‏   | + 13 ث        |  |
| 10            | ساني كانت               | بلجيكا          | بلانتور بورا سيلينج تيم ‏ | + 13 ث        |  |

### مرحلة 2
هي مرحلة جبلية، أقيمت في 25 مايو 2022، وامتدّت لمسافة 100 كيلومتر. فاز بالمرحلة جورجيا بيكر، وكان متصدر الترتيب العام في نهاية المرحلة Alexandra Manly ‏، وكان المتصدر حسب ترتيب النقاط Alexandra Manly ‏، وكان المتصدر في ترتيب التسلق Justine Ghekiere ‏، وتصدر ترتيب النقاط للشباب Silvia Zanardi ‏، وكان متصدر ترتيب الفرق Liv AlUla Jayco ‏.
| التصنيف العام | التصنيف العام           | التصنيف العام   | التصنيف العام                             | التصنيف العام |  |
| العداء        | العداء                  | البلد           | الفريق                                    | الوقت         |  |
| ------------- | ----------------------- | --------------- | ----------------------------------------- | ------------- |  |
| 1             | Alexandra Manly ‏        | أستراليا        | Liv AlUla Jayco ‏                          | 5 س 14 د 09 ث |  |
| 2             | فيمكا ماركوس            | هولندا          | باركهوتل فالكنبورغ ‏                       | + 6 ث         |  |
| 3             | ماريا جوليا كونفالونيري | إيطاليا         | Ceratizit Pro Cycling ‏                    | + 8 ث         |  |
| 4             | Ruby Roseman-Gannon ‏    | أستراليا        | Liv AlUla Jayco ‏                          | + 12 ث        |  |
| 5             | Silvia Zanardi ‏         | إيطاليا         | بيبينك ‏                                   | + 12 ث        |  |
| 6             | إليزابيث هولدن          | المملكة المتحدة | دروبز ‏                                    | + 14 ث        |  |
| 7             | Marta Lach ‏             | بولندا          | Ceratizit Pro Cycling ‏                    | + 15 ث        |  |
| 8             | Ingvild Gåskjenn ‏       | النرويج         | تيم كوب هايتك بوردكتس ‏                    | + 16 ث        |  |
| 9             | رومي كاسبر              | ألمانيا         | فريق ألمانيا لركوب الدراجات للسيدات 2022 ‏ | + 16 ث        |  |
| 10            | غلاديس فيرهلست ‏         | فرنسا           | دروبز ‏                                    | + 16 ث        |  |

### مرحلة 3
هي مرحلة جبلية، أقيمت في 26 مايو 2022، وامتدّت لمسافة 129 كيلومتر. فاز بالمرحلة Alexandra Manly ‏، وكان متصدر الترتيب العام في نهاية المرحلة Alexandra Manly ‏، وكان المتصدر حسب ترتيب النقاط Alexandra Manly ‏، وكان المتصدر في ترتيب التسلق Justine Ghekiere ‏، وتصدر ترتيب النقاط للشباب Femke Gerritse ‏، وكان متصدر ترتيب الفرق دروبز ‏.
| التصنيف العام | التصنيف العام           | التصنيف العام   | التصنيف العام                            | التصنيف العام |  |
| العداء        | العداء                  | البلد           | الفريق                                   | الوقت         |  |
| ------------- | ----------------------- | --------------- | ---------------------------------------- | ------------- |  |
| 1             | Alexandra Manly ‏        | أستراليا        | Liv AlUla Jayco ‏                         | 8 س 40 د 53 ث |  |
| 2             | Marta Lach ‏             | بولندا          | Ceratizit Pro Cycling ‏                   | + 22 ث        |  |
| 3             | ماريا جوليا كونفالونيري | إيطاليا         | Ceratizit Pro Cycling ‏                   | + 25 ث        |  |
| 4             | Femke Gerritse ‏         | هولندا          | باركهوتل فالكنبورغ ‏                      | + 25 ث        |  |
| 5             | Silvia Zanardi ‏         | إيطاليا         | بيبينك ‏                                  | + 27 ث        |  |
| 6             | إليزابيث هولدن          | المملكة المتحدة | دروبز ‏                                   | + 31 ث        |  |
| 7             | ساني كانت               | بلجيكا          | بلانتور بورا سيلينج تيم ‏                 | + 33 ث        |  |
| 8             | فيمكا ماركوس            | هولندا          | باركهوتل فالكنبورغ ‏                      | + 33 ث        |  |
| 9             | Fem van Empel ‏          | هولندا          | فريق هولندا لركوب الدراجات للسيدات 2022 ‏ | + 33 ث        |  |
| 10            | Mischa Bredewold ‏       | هولندا          | باركهوتل فالكنبورغ ‏                      | + 33 ث        |  |

### مرحلة 4
هي مرحلة جبلية، أقيمت في 27 مايو 2022، وامتدّت لمسافة 128 كيلومتر. فاز بالمرحلة Alexandra Manly ‏، وكان متصدر الترتيب العام في نهاية المرحلة Alexandra Manly ‏، وكان المتصدر حسب ترتيب النقاط Alexandra Manly ‏، وكان المتصدر في ترتيب التسلق Justine Ghekiere ‏، وتصدر ترتيب النقاط للشباب Femke Gerritse ‏، وكان متصدر ترتيب الفرق بلانتور بورا سيلينج تيم ‏.
| التصنيف العام | التصنيف العام           | التصنيف العام   | التصنيف العام            | التصنيف العام  |  |
| العداء        | العداء                  | البلد           | الفريق                   | الوقت          |  |
| ------------- | ----------------------- | --------------- | ------------------------ | -------------- |  |
| 1             | Alexandra Manly ‏        | أستراليا        | Liv AlUla Jayco ‏         | 12 س 11 د 39 ث |  |
| 2             | Marta Lach ‏             | بولندا          | Ceratizit Pro Cycling ‏   | + 28 ث         |  |
| 3             | Femke Gerritse ‏         | هولندا          | باركهوتل فالكنبورغ ‏      | + 33 ث         |  |
| 4             | ماريا جوليا كونفالونيري | إيطاليا         | Ceratizit Pro Cycling ‏   | + 34 ث         |  |
| 5             | Silvia Zanardi ‏         | إيطاليا         | بيبينك ‏                  | + 36 ث         |  |
| 6             | Ricarda Bauernfeind ‏    | ألمانيا         | Canyon-Sram generation ‏  | + 37 ث         |  |
| 7             | ساني كانت               | بلجيكا          | بلانتور بورا سيلينج تيم ‏ | + 40 ث         |  |
| 8             | إليزابيث هولدن          | المملكة المتحدة | دروبز ‏                   | + 41 ث         |  |
| 9             | فيمكا ماركوس            | هولندا          | باركهوتل فالكنبورغ ‏      | + 43 ث         |  |
| 10            | Mischa Bredewold ‏       | هولندا          | باركهوتل فالكنبورغ ‏      | + 43 ث         |  |

### مرحلة 5
هي مرحلة جبلية، أقيمت في 28 مايو 2022، وامتدّت لمسافة 133 كيلومتر. فاز بالمرحلة Yuliia Biriukova ‏، وكان متصدر الترتيب العام في نهاية المرحلة Alexandra Manly ‏، وكان المتصدر حسب ترتيب النقاط Alexandra Manly ‏، وكان المتصدر في ترتيب التسلق Justine Ghekiere ‏، وتصدر ترتيب النقاط للشباب Femke Gerritse ‏، وكان متصدر ترتيب الفرق بلانتور بورا سيلينج تيم ‏.
| التصنيف العام | التصنيف العام        | التصنيف العام   | التصنيف العام            | التصنيف العام  |  |
| العداء        | العداء               | البلد           | الفريق                   | الوقت          |  |
| ------------- | -------------------- | --------------- | ------------------------ | -------------- |  |
| 1             | Alexandra Manly ‏     | أستراليا        | Liv AlUla Jayco ‏         | 15 س 43 د 14 ث |  |
| 2             | Marta Lach ‏          | بولندا          | Ceratizit Pro Cycling ‏   | + 31 ث         |  |
| 3             | Femke Gerritse ‏      | هولندا          | باركهوتل فالكنبورغ ‏      | + 43 ث         |  |
| 4             | Silvia Zanardi ‏      | إيطاليا         | بيبينك ‏                  | + 47 ث         |  |
| 5             | Ricarda Bauernfeind ‏ | ألمانيا         | Canyon-Sram generation ‏  | + 50 ث         |  |
| 6             | ساني كانت            | بلجيكا          | بلانتور بورا سيلينج تيم ‏ | + 53 ث         |  |
| 7             | إليزابيث هولدن       | المملكة المتحدة | دروبز ‏                   | + 54 ث         |  |
| 8             | Greta Marturano ‏     | إيطاليا         | توب قيرلز فسى برتولو ‏    | + 56 ث         |  |
| 9             | Mischa Bredewold ‏    | هولندا          | باركهوتل فالكنبورغ ‏      | + 59 ث         |  |
| 10            | Nicole Frain ‏        | أستراليا        | روكس سولت ليف سرام ‏      | + 1 د 00 ث     |  |

### مرحلة 6
هي مرحلة بسيطة، أقيمت في 29 مايو 2022، وامتدّت لمسافة 104 كيلومتر. فاز بالمرحلة Alexandra Manly ‏، وكان متصدر الترتيب العام في نهاية المرحلة Alexandra Manly ‏، وكان المتصدر حسب ترتيب النقاط Alexandra Manly ‏، وكان المتصدر في ترتيب التسلق Justine Ghekiere ‏، وتصدر ترتيب النقاط للشباب Femke Gerritse ‏، وكان متصدر ترتيب الفرق بلانتور بورا سيلينج تيم ‏.

## المشاركون
| Liv AlUla Jayco ‏ BEX | Liv AlUla Jayco ‏ BEX | Liv AlUla Jayco ‏ BEX |
| -------------------- | -------------------- | -------------------- |
| م                    | عداء                 | مرتبة                |
| 1                    | Ruby Roseman-Gannon ‏ | 19                   |
| 2                    | Alexandra Manly ‏     | 1                    |
| 3                    | جورجيا بيكر          | 37                   |
| 4                    | Arianna Fidanza ‏     | 13                   |
| 5                    | Teniel Campbell ‏     | 50                   |
| 6                    | جيسيكا ألين          | لم يكمل السباق-1     |

| Ceratizit Pro Cycling ‏ WNT | Ceratizit Pro Cycling ‏ WNT | Ceratizit Pro Cycling ‏ WNT |
| -------------------------- | -------------------------- | -------------------------- |
| م                          | عداء                       | مرتبة                      |
| 11                         | ليزا برينور (طريق)         | 36                         |
| 12                         | فرانزيسكا بروس             | 61                         |
| 13                         | ماريا جوليا كونفالونيري    | 25                         |
| 14                         | Marta Lach ‏                | 2                          |
| 15                         | Lea Lin Teutenberg ‏        | 31                         |
| 16                         | Clea Seidel‏                | 72                         |

| بلانتور بورا سيلينج تيم ‏ ___ | بلانتور بورا سيلينج تيم ‏ ___ | بلانتور بورا سيلينج تيم ‏ ___ |
| ---------------------------- | ---------------------------- | ---------------------------- |
| م                            | عداء                         | مرتبة                        |
| 21                           | ساني كانت                    | 6                            |
| 22                           | Ceylin del Carmen Alvarado   | لم يكمل السباق-4             |
| 23                           | Annemarie Worst ‏             | لم يكمل السباق-6             |
| 24                           | Justine Ghekiere ‏            | 10                           |
| 25                           | Laura Süßemilch ‏             | لم يكمل السباق-4             |
| 26                           | Julie Van de Velde ‏          | 20                           |

| باركهوتل فالكنبورغ ‏ PHV | باركهوتل فالكنبورغ ‏ PHV | باركهوتل فالكنبورغ ‏ PHV |
| ----------------------- | ----------------------- | ----------------------- |
| م                       | عداء                    | مرتبة                   |
| 31                      | Femke Gerritse ‏         | 3                       |
| 32                      | Lieke Nooijen ‏          | 52                      |
| 33                      | NED                     | 45                      |
| 34                      | Mischa Bredewold ‏       | 11                      |
| 35                      | كيرستي فان هافتن        | 29                      |
| 36                      | فيمكا ماركوس            | 24                      |

| دروبز ‏ DRP | دروبز ‏ DRP      | دروبز ‏ DRP |
| ---------- | --------------- | ---------- |
| م          | عداء            | مرتبة      |
| 41         | آنا كريستيان ‏   | 43         |
| 42         | إليزابيث هولدن  | 7          |
| 43         | Eluned King ‏    | 60         |
| 44         | Alice Towers ‏   | 16         |
| 45         | غلاديس فيرهلست ‏ | 55         |
| 46         | Eva van Agt ‏    | 23         |

| تيم كوب هايتك بوردكتس ‏ HPU | تيم كوب هايتك بوردكتس ‏ HPU | تيم كوب هايتك بوردكتس ‏ HPU |
| -------------------------- | -------------------------- | -------------------------- |
| م                          | عداء                       | مرتبة                      |
| 51                         | Caroline Andersson ‏        | لم يكمل السباق-3           |
| 52                         | Ingvild Gåskjenn ‏          | 22                         |
| 53                         | Ane Iversen‏                | 79                         |
| 54                         | Tiril Jørgensen ‏           | 56                         |
| 55                         | NOR                        | لم يكمل السباق-3           |
| 56                         | Christa Riffel ‏            | 85                         |

| اركيا للسيدات ‏ ARK | اركيا للسيدات ‏ ARK  | اركيا للسيدات ‏ ARK |
| ------------------ | ------------------- | ------------------ |
| م                  | عداء                | مرتبة              |
| 61                 | شارلوت بيكر         | لم يكمل السباق-2   |
| 62                 | Yuliia Biriukova ‏   | 18                 |
| 63                 | Anaïs Morichon ‏     | 12                 |
| 64                 | Morgane Coston ‏     | 38                 |
| 65                 | Greta Richioud ‏     | 15                 |
| 66                 | Amandine Fouquenet ‏ | 33                 |

| Canyon//SRAM Generation ‏ CSG | Canyon//SRAM Generation ‏ CSG | Canyon//SRAM Generation ‏ CSG |
| ---------------------------- | ---------------------------- | ---------------------------- |
| م                            | عداء                         | مرتبة                        |
| 71                           | Ricarda Bauernfeind ‏         | 5                            |
| 72                           | Siti Nur Alia Mansor‏         | لم يكمل السباق-1             |
| 73                           | Agua Marina Espínola ‏        | 39                           |
| 74                           | Valantine Nzayisenga ‏        | 77                           |
| 75                           | Llori Sharpe ‏                | 78                           |
| 76                           | أنطونيا نيدرماير             | لم يكمل السباق-1             |

| توب قيرلز فسى برتولو ‏ TOP | توب قيرلز فسى برتولو ‏ TOP | توب قيرلز فسى برتولو ‏ TOP |
| ------------------------- | ------------------------- | ------------------------- |
| م                         | عداء                      | مرتبة                     |
| 81                        | Giorgia Bariani ‏          | 42                        |
| 82                        | Vanessa Michieletto ‏      | 82                        |
| 83                        | Greta Marturano ‏          | 8                         |
| 84                        | Debora Silvestri ‏         | 35                        |
| 85                        | Iris Monticolo ‏           | 54                        |
| 86                        | Alice Palazzi‏             | 47                        |

| روكس سولت ليف سرام ‏ RXS | روكس سولت ليف سرام ‏ RXS | روكس سولت ليف سرام ‏ RXS |
| ----------------------- | ----------------------- | ----------------------- |
| م                       | عداء                    | مرتبة                   |
| 91                      | Nicole Frain ‏ (طريق)    | 9                       |
| 92                      | Justine Barrow‏          | 34                      |
| 93                      | Matilda Field‏           | 57                      |
| 94                      | Jacqueline Slack ‏       | لم يكمل السباق-3        |
| 95                      | Saffron Button‏          | لم يكمل السباق-1        |

| بيبينك ‏ BPK | بيبينك ‏ BPK      | بيبينك ‏ BPK      |
| ----------- | ---------------- | ---------------- |
| م           | عداء             | مرتبة            |
| 101         | Silvia Zanardi ‏  | 4                |
| 102         | Jade Teolis‏      | لم يكمل السباق-4 |
| 103         | Letizia Brufani‏  | 64               |
| 104         | Lara Crestanello‏ | 76               |
| 105         | Matilde Vitillo ‏ | 51               |
| 106         | Markéta Hájková ‏ | 48               |

| لوتو بيليسول للسيدات ‏ LSL | لوتو بيليسول للسيدات ‏ LSL | لوتو بيليسول للسيدات ‏ LSL |
| ------------------------- | ------------------------- | ------------------------- |
| م                         | عداء                      | مرتبة                     |
| 111                       | Eefje Brandt‏              | لم يكمل السباق-2          |
| 112                       | Mieke Docx ‏               | 46                        |
| 113                       | Mijntje Geurts ‏           | 21                        |
| 114                       | Esmée Gielkens ‏           | 40                        |
| 115                       | Sterre Vervloet ‏          | لم يكمل السباق-4          |
| 116                       | Kylie Waterreus ‏          | 49                        |

| فريق هولندا لركوب الدراجات للسيدات 2022 ‏ NED | فريق هولندا لركوب الدراجات للسيدات 2022 ‏ NED | فريق هولندا لركوب الدراجات للسيدات 2022 ‏ NED |
| -------------------------------------------- | -------------------------------------------- | -------------------------------------------- |
| م                                            | عداء                                         | مرتبة                                        |
| 121                                          | ثاليتا دي جونج                               | 32                                           |
| 122                                          | Maud Oudeman ‏                                | لم يكمل السباق-4                             |
| 123                                          | Daniek Hengeveld ‏                            | 66                                           |
| 124                                          | Carola van de Wetering ‏                      | 63                                           |
| 125                                          | Fem van Empel ‏                               | 26                                           |
| 126                                          | Loes Adegeest ‏                               | 14                                           |

| فريق بلجيكا لركوب الدراجات للسيدات 2022 ‏ BEL | فريق بلجيكا لركوب الدراجات للسيدات 2022 ‏ BEL | فريق بلجيكا لركوب الدراجات للسيدات 2022 ‏ BEL |
| -------------------------------------------- | -------------------------------------------- | -------------------------------------------- |
| م                                            | عداء                                         | مرتبة                                        |
| 131                                          | Fien Delbaere ‏                               | 74                                           |
| 132                                          | Marthe Goossens ‏                             | 27                                           |
| 133                                          | Fien van Eynde ‏                              | 44                                           |
| 134                                          | Laura Verdonschot ‏                           | 59                                           |
| 135                                          | Lone Meertens ‏                               | 62                                           |
| 136                                          | Senne Knaven ‏                                | 84                                           |

| فريق ألمانيا لركوب الدراجات للسيدات 2022‏ GER | فريق ألمانيا لركوب الدراجات للسيدات 2022‏ GER | فريق ألمانيا لركوب الدراجات للسيدات 2022‏ GER |
| -------------------------------------------- | -------------------------------------------- | -------------------------------------------- |
| م                                            | عداء                                         | مرتبة                                        |
| 141                                          | Hannah Buch ‏                                 | 69                                           |
| 142                                          | Fabienne Jährig ‏                             | 81                                           |
| 143                                          | رومي كاسبر                                   | 17                                           |
| 144                                          | Friederike Stern‏                             | 53                                           |
| 145                                          | Lena Charlotte Reißner ‏                      | 68                                           |
| 146                                          | Linda Riedmann ‏                              | 28                                           |

| Team Stuttgart‏ ___ | Team Stuttgart‏ ___ | Team Stuttgart‏ ___ |
| ------------------ | ------------------ | ------------------ |
| م                  | عداء               | مرتبة              |
| 151                | Hanna Dopjans ‏     | 65                 |
| 152                | Kerstin Pöhl‏       | 80                 |
| 153                | Sarah Kastenhuber‏  | 71                 |
| 154                | Judith Krahl ‏      | 30                 |
| 155                | Selma Lantzsch ‏    | 58                 |
| 156                | Victoria Stelling‏  | 73                 |

| Maxx-solar Lindig ‏ ___ | Maxx-solar Lindig ‏ ___ | Maxx-solar Lindig ‏ ___ |
| ---------------------- | ---------------------- | ---------------------- |
| م                      | عداء                   | مرتبة                  |
| 161                    | Katharina Fox ‏         | 41                     |
| 162                    | Lydia Wegemund‏         | 70                     |
| 163                    | Olivia Schoppe ‏        | لم يكمل السباق-5       |
| 164                    | Amélie Hild‏            | 83                     |
| 165                    | Tina Schulz‏            | 75                     |
| 166                    | Michelle Stark‏         | 67                     |

| Liv AlUla Jayco ‏ BEX | Liv AlUla Jayco ‏ BEX | Liv AlUla Jayco ‏ BEX |
| -------------------- | -------------------- | -------------------- |
| م                    | عداء                 | مرتبة                |
| 1                    | Ruby Roseman-Gannon ‏ | 19                   |
| 2                    | Alexandra Manly ‏     | 1                    |
| 3                    | جورجيا بيكر          | 37                   |
| 4                    | Arianna Fidanza ‏     | 13                   |
| 5                    | Teniel Campbell ‏     | 50                   |
| 6                    | جيسيكا ألين          | لم يكمل السباق-1     |

| Ceratizit Pro Cycling ‏ WNT | Ceratizit Pro Cycling ‏ WNT | Ceratizit Pro Cycling ‏ WNT |
| -------------------------- | -------------------------- | -------------------------- |
| م                          | عداء                       | مرتبة                      |
| 11                         | ليزا برينور (طريق)         | 36                         |
| 12                         | فرانزيسكا بروس             | 61                         |
| 13                         | ماريا جوليا كونفالونيري    | 25                         |
| 14                         | Marta Lach ‏                | 2                          |
| 15                         | Lea Lin Teutenberg ‏        | 31                         |
| 16                         | Clea Seidel‏                | 72                         |

| بلانتور بورا سيلينج تيم ‏ ___ | بلانتور بورا سيلينج تيم ‏ ___ | بلانتور بورا سيلينج تيم ‏ ___ |
| ---------------------------- | ---------------------------- | ---------------------------- |
| م                            | عداء                         | مرتبة                        |
| 21                           | ساني كانت                    | 6                            |
| 22                           | Ceylin del Carmen Alvarado   | لم يكمل السباق-4             |
| 23                           | Annemarie Worst ‏             | لم يكمل السباق-6             |
| 24                           | Justine Ghekiere ‏            | 10                           |
| 25                           | Laura Süßemilch ‏             | لم يكمل السباق-4             |
| 26                           | Julie Van de Velde ‏          | 20                           |

| باركهوتل فالكنبورغ ‏ PHV | باركهوتل فالكنبورغ ‏ PHV | باركهوتل فالكنبورغ ‏ PHV |
| ----------------------- | ----------------------- | ----------------------- |
| م                       | عداء                    | مرتبة                   |
| 31                      | Femke Gerritse ‏         | 3                       |
| 32                      | Lieke Nooijen ‏          | 52                      |
| 33                      | NED                     | 45                      |
| 34                      | Mischa Bredewold ‏       | 11                      |
| 35                      | كيرستي فان هافتن        | 29                      |
| 36                      | فيمكا ماركوس            | 24                      |

| دروبز ‏ DRP | دروبز ‏ DRP      | دروبز ‏ DRP |
| ---------- | --------------- | ---------- |
| م          | عداء            | مرتبة      |
| 41         | آنا كريستيان ‏   | 43         |
| 42         | إليزابيث هولدن  | 7          |
| 43         | Eluned King ‏    | 60         |
| 44         | Alice Towers ‏   | 16         |
| 45         | غلاديس فيرهلست ‏ | 55         |
| 46         | Eva van Agt ‏    | 23         |

| تيم كوب هايتك بوردكتس ‏ HPU | تيم كوب هايتك بوردكتس ‏ HPU | تيم كوب هايتك بوردكتس ‏ HPU |
| -------------------------- | -------------------------- | -------------------------- |
| م                          | عداء                       | مرتبة                      |
| 51                         | Caroline Andersson ‏        | لم يكمل السباق-3           |
| 52                         | Ingvild Gåskjenn ‏          | 22                         |
| 53                         | Ane Iversen‏                | 79                         |
| 54                         | Tiril Jørgensen ‏           | 56                         |
| 55                         | NOR                        | لم يكمل السباق-3           |
| 56                         | Christa Riffel ‏            | 85                         |

| اركيا للسيدات ‏ ARK | اركيا للسيدات ‏ ARK  | اركيا للسيدات ‏ ARK |
| ------------------ | ------------------- | ------------------ |
| م                  | عداء                | مرتبة              |
| 61                 | شارلوت بيكر         | لم يكمل السباق-2   |
| 62                 | Yuliia Biriukova ‏   | 18                 |
| 63                 | Anaïs Morichon ‏     | 12                 |
| 64                 | Morgane Coston ‏     | 38                 |
| 65                 | Greta Richioud ‏     | 15                 |
| 66                 | Amandine Fouquenet ‏ | 33                 |

| Canyon//SRAM Generation ‏ CSG | Canyon//SRAM Generation ‏ CSG | Canyon//SRAM Generation ‏ CSG |
| ---------------------------- | ---------------------------- | ---------------------------- |
| م                            | عداء                         | مرتبة                        |
| 71                           | Ricarda Bauernfeind ‏         | 5                            |
| 72                           | Siti Nur Alia Mansor‏         | لم يكمل السباق-1             |
| 73                           | Agua Marina Espínola ‏        | 39                           |
| 74                           | Valantine Nzayisenga ‏        | 77                           |
| 75                           | Llori Sharpe ‏                | 78                           |
| 76                           | أنطونيا نيدرماير             | لم يكمل السباق-1             |

| توب قيرلز فسى برتولو ‏ TOP | توب قيرلز فسى برتولو ‏ TOP | توب قيرلز فسى برتولو ‏ TOP |
| ------------------------- | ------------------------- | ------------------------- |
| م                         | عداء                      | مرتبة                     |
| 81                        | Giorgia Bariani ‏          | 42                        |
| 82                        | Vanessa Michieletto ‏      | 82                        |
| 83                        | Greta Marturano ‏          | 8                         |
| 84                        | Debora Silvestri ‏         | 35                        |
| 85                        | Iris Monticolo ‏           | 54                        |
| 86                        | Alice Palazzi‏             | 47                        |

| روكس سولت ليف سرام ‏ RXS | روكس سولت ليف سرام ‏ RXS | روكس سولت ليف سرام ‏ RXS |
| ----------------------- | ----------------------- | ----------------------- |
| م                       | عداء                    | مرتبة                   |
| 91                      | Nicole Frain ‏ (طريق)    | 9                       |
| 92                      | Justine Barrow‏          | 34                      |
| 93                      | Matilda Field‏           | 57                      |
| 94                      | Jacqueline Slack ‏       | لم يكمل السباق-3        |
| 95                      | Saffron Button‏          | لم يكمل السباق-1        |

| بيبينك ‏ BPK | بيبينك ‏ BPK      | بيبينك ‏ BPK      |
| ----------- | ---------------- | ---------------- |
| م           | عداء             | مرتبة            |
| 101         | Silvia Zanardi ‏  | 4                |
| 102         | Jade Teolis‏      | لم يكمل السباق-4 |
| 103         | Letizia Brufani‏  | 64               |
| 104         | Lara Crestanello‏ | 76               |
| 105         | Matilde Vitillo ‏ | 51               |
| 106         | Markéta Hájková ‏ | 48               |

| لوتو بيليسول للسيدات ‏ LSL | لوتو بيليسول للسيدات ‏ LSL | لوتو بيليسول للسيدات ‏ LSL |
| ------------------------- | ------------------------- | ------------------------- |
| م                         | عداء                      | مرتبة                     |
| 111                       | Eefje Brandt‏              | لم يكمل السباق-2          |
| 112                       | Mieke Docx ‏               | 46                        |
| 113                       | Mijntje Geurts ‏           | 21                        |
| 114                       | Esmée Gielkens ‏           | 40                        |
| 115                       | Sterre Vervloet ‏          | لم يكمل السباق-4          |
| 116                       | Kylie Waterreus ‏          | 49                        |

| فريق هولندا لركوب الدراجات للسيدات 2022 ‏ NED | فريق هولندا لركوب الدراجات للسيدات 2022 ‏ NED | فريق هولندا لركوب الدراجات للسيدات 2022 ‏ NED |
| -------------------------------------------- | -------------------------------------------- | -------------------------------------------- |
| م                                            | عداء                                         | مرتبة                                        |
| 121                                          | ثاليتا دي جونج                               | 32                                           |
| 122                                          | Maud Oudeman ‏                                | لم يكمل السباق-4                             |
| 123                                          | Daniek Hengeveld ‏                            | 66                                           |
| 124                                          | Carola van de Wetering ‏                      | 63                                           |
| 125                                          | Fem van Empel ‏                               | 26                                           |
| 126                                          | Loes Adegeest ‏                               | 14                                           |

| فريق بلجيكا لركوب الدراجات للسيدات 2022 ‏ BEL | فريق بلجيكا لركوب الدراجات للسيدات 2022 ‏ BEL | فريق بلجيكا لركوب الدراجات للسيدات 2022 ‏ BEL |
| -------------------------------------------- | -------------------------------------------- | -------------------------------------------- |
| م                                            | عداء                                         | مرتبة                                        |
| 131                                          | Fien Delbaere ‏                               | 74                                           |
| 132                                          | Marthe Goossens ‏                             | 27                                           |
| 133                                          | Fien van Eynde ‏                              | 44                                           |
| 134                                          | Laura Verdonschot ‏                           | 59                                           |
| 135                                          | Lone Meertens ‏                               | 62                                           |
| 136                                          | Senne Knaven ‏                                | 84                                           |

| فريق ألمانيا لركوب الدراجات للسيدات 2022‏ GER | فريق ألمانيا لركوب الدراجات للسيدات 2022‏ GER | فريق ألمانيا لركوب الدراجات للسيدات 2022‏ GER |
| -------------------------------------------- | -------------------------------------------- | -------------------------------------------- |
| م                                            | عداء                                         | مرتبة                                        |
| 141                                          | Hannah Buch ‏                                 | 69                                           |
| 142                                          | Fabienne Jährig ‏                             | 81                                           |
| 143                                          | رومي كاسبر                                   | 17                                           |
| 144                                          | Friederike Stern‏                             | 53                                           |
| 145                                          | Lena Charlotte Reißner ‏                      | 68                                           |
| 146                                          | Linda Riedmann ‏                              | 28                                           |

| Team Stuttgart‏ ___ | Team Stuttgart‏ ___ | Team Stuttgart‏ ___ |
| ------------------ | ------------------ | ------------------ |
| م                  | عداء               | مرتبة              |
| 151                | Hanna Dopjans ‏     | 65                 |
| 152                | Kerstin Pöhl‏       | 80                 |
| 153                | Sarah Kastenhuber‏  | 71                 |
| 154                | Judith Krahl ‏      | 30                 |
| 155                | Selma Lantzsch ‏    | 58                 |
| 156                | Victoria Stelling‏  | 73                 |

| Maxx-solar Lindig ‏ ___ | Maxx-solar Lindig ‏ ___ | Maxx-solar Lindig ‏ ___ |
| ---------------------- | ---------------------- | ---------------------- |
| م                      | عداء                   | مرتبة                  |
| 161                    | Katharina Fox ‏         | 41                     |
| 162                    | Lydia Wegemund‏         | 70                     |
| 163                    | Olivia Schoppe ‏        | لم يكمل السباق-5       |
| 164                    | Amélie Hild‏            | 83                     |
| 165                    | Tina Schulz‏            | 75                     |
| 166                    | Michelle Stark‏         | 67                     |

## التصنيف العام النهائي
| التصنيف العام | التصنيف العام        | التصنيف العام   | التصنيف العام            | التصنيف العام  |  |
| العداء        | العداء               | البلد           | الفريق                   | الوقت          |  |
| ------------- | -------------------- | --------------- | ------------------------ | -------------- |  |
| 1             | Alexandra Manly ‏     | أستراليا        | Liv AlUla Jayco ‏         | 18 س 19 د 31 ث |  |
| 2             | Marta Lach ‏          | بولندا          | Ceratizit Pro Cycling ‏   | + 33 ث         |  |
| 3             | Femke Gerritse ‏      | هولندا          | باركهوتل فالكنبورغ ‏      | + 51 ث         |  |
| 4             | Silvia Zanardi ‏      | إيطاليا         | بيبينك ‏                  | + 55 ث         |  |
| 5             | Ricarda Bauernfeind ‏ | ألمانيا         | Canyon-Sram generation ‏  | + 1 د 02 ث     |  |
| 6             | ساني كانت            | بلجيكا          | بلانتور بورا سيلينج تيم ‏ | + 1 د 05 ث     |  |
| 7             | إليزابيث هولدن       | المملكة المتحدة | دروبز ‏                   | + 1 د 06 ث     |  |
| 8             | Greta Marturano ‏     | إيطاليا         | توب قيرلز فسى برتولو ‏    | + 1 د 08 ث     |  |
| 9             | Nicole Frain ‏        | أستراليا        | روكس سولت ليف سرام ‏      | + 1 د 12 ث     |  |
| 10            | Justine Ghekiere ‏    | بلجيكا          | بلانتور بورا سيلينج تيم ‏ | + 1 د 15 ث     |  |

### تصنيف النقاط
| تصنيف النقاط | تصنيف النقاط            | تصنيف النقاط | تصنيف النقاط            | تصنيف النقاط |  |
| العداء       | العداء                  | البلد        | الفريق                  | النقاط       |  |
| ------------ | ----------------------- | ------------ | ----------------------- | ------------ |  |
| 1            | Alexandra Manly ‏        | أستراليا     | Liv AlUla Jayco ‏        | 39 نقطة      |  |
| 2            | Marta Lach ‏             | بولندا       | Ceratizit Pro Cycling ‏  | 22 نقطة      |  |
| 3            | فيمكا ماركوس            | هولندا       | باركهوتل فالكنبورغ ‏     | 21 نقطة      |  |
| 4            | Femke Gerritse ‏         | هولندا       | باركهوتل فالكنبورغ ‏     | 14 نقطة      |  |
| 5            | Yuliia Biriukova ‏       | أوكرانيا     | اركيا للسيدات ‏          | 11 نقطة      |  |
| 6            | Ruby Roseman-Gannon ‏    | أستراليا     | Liv AlUla Jayco ‏        | 11 نقطة      |  |
| 7            | Silvia Zanardi ‏         | إيطاليا      | بيبينك ‏                 | 11 نقطة      |  |
| 8            | ماريا جوليا كونفالونيري | إيطاليا      | Ceratizit Pro Cycling ‏  | 7 نقطة       |  |
| 9            | Ricarda Bauernfeind ‏    | ألمانيا      | Canyon-Sram generation ‏ | 6 نقطة       |  |
| 10           | جورجيا بيكر             | أستراليا     | Liv AlUla Jayco ‏        | 5 نقطة       |  |

### تصنيف الجبال
| تصنيف الجبال | تصنيف الجبال         | تصنيف الجبال | تصنيف الجبال             | تصنيف الجبال |  |
| العداء       | العداء               | البلد        | الفريق                   | النقاط       |  |
| ------------ | -------------------- | ------------ | ------------------------ | ------------ |  |
| 1            | Justine Ghekiere ‏    | بلجيكا       | بلانتور بورا سيلينج تيم ‏ | 43 نقطة      |  |
| 2            | Debora Silvestri ‏    | إيطاليا      | توب قيرلز فسى برتولو ‏    | 17 نقطة      |  |
| 3            | Ricarda Bauernfeind ‏ | ألمانيا      | Canyon-Sram generation ‏  | 12 نقطة      |  |
| 4            | Julie Van de Velde ‏  | بلجيكا       | بلانتور بورا سيلينج تيم ‏ | 9 نقطة       |  |
| 5            | Eva van Agt ‏         | هولندا       | دروبز ‏                   | 7 نقطة       |  |
| 6            | Katharina Fox ‏       | ألمانيا      | Maxx-solar Lindig ‏       | 5 نقطة       |  |
| 7            | Morgane Coston ‏      | فرنسا        | اركيا للسيدات ‏           | 5 نقطة       |  |
| 8            | Alexandra Manly ‏     | أستراليا     | Liv AlUla Jayco ‏         | 5 نقطة       |  |
| 9            | Greta Marturano ‏     | إيطاليا      | توب قيرلز فسى برتولو ‏    | 5 نقطة       |  |
| 10           | Arianna Fidanza ‏     | إيطاليا      | Liv AlUla Jayco ‏         | 5 نقطة       |  |

## تصنيف الفرق

### الفرق حسب الوقت
| تصنيف الفرق حسب الوقت | تصنيف الفرق حسب الوقت | تصنيف الفرق حسب الوقت | تصنيف الفرق حسب الوقت |  |
| الفريق                | الفريق                | البلد                 | الوقت                 |  |
| --------------------- | --------------------- | --------------------- | --------------------- |  |
| 1                     | بلانتور بورا 2022 ‏    | بلجيكا                | 55 س 02 د 53 ث        |  |
| 2                     | اركيا للسيدات 2022 ‏   | فرنسا                 | + 22 ث                |  |
| 3                     | Team BikeExchange ‏    | أستراليا              | + 24 ث                |  |

## تصانيف فرعية

### تصنيف أفضل شاب
| تصنيف أفضل شاب | تصنيف أفضل شاب       | تصنيف أفضل شاب  | تصنيف أفضل شاب                            | تصنيف أفضل شاب |  |
| العداء         | العداء               | البلد           | الفريق                                    | الوقت          |  |
| -------------- | -------------------- | --------------- | ----------------------------------------- | -------------- |  |
| 1              | Femke Gerritse ‏      | هولندا          | باركهوتل فالكنبورغ ‏                       | 18 س 20 د 22 ث |  |
| 2              | Silvia Zanardi ‏      | إيطاليا         | بيبينك ‏                                   | + 4 ث          |  |
| 3              | Ricarda Bauernfeind ‏ | ألمانيا         | Canyon-Sram generation ‏                   | + 11 ث         |  |
| 4              | Mischa Bredewold ‏    | هولندا          | باركهوتل فالكنبورغ ‏                       | + 28 ث         |  |
| 5              | Alice Towers ‏        | المملكة المتحدة | دروبز ‏                                    | + 48 ث         |  |
| 6              | Mijntje Geurts ‏      | هولندا          | لوتو بيليسول للسيدات ‏                     | + 1 د 55 ث     |  |
| 7              | Fem van Empel ‏       | هولندا          | فريق هولندا لركوب الدراجات للسيدات 2022 ‏  | + 9 د 48 ث     |  |
| 8              | Marthe Goossens ‏     | بلجيكا          | فريق بلجيكا لركوب الدراجات للسيدات 2022 ‏  | + 10 د 45 ث    |  |
| 9              | Linda Riedmann ‏      | ألمانيا         | فريق ألمانيا لركوب الدراجات للسيدات 2022 ‏ | + 12 د 00 ث    |  |
| 10             | Judith Krahl ‏        | ألمانيا         | Team Stuttgart ‏                           | + 15 د 31 ث    |  |